# Richard Taylor (politico)
Richard Taylor (Springfield, 27 gennaio 1826 – New York, 12 aprile 1879) è stato un politico e generale statunitense.
Figlio del presidente degli Stati Uniti Zachary Taylor, deputato al senato della Louisiana, divenne tenente generale nell'esercito degli Stati Confederati durante la guerra di secessione.
Nato a Springfield presso Louisville, Kentucky, era figlio dell'ex Presidente degli Stati Uniti d'America Zachary Taylor, nonché cognato del futuro Presidente confederato Jefferson Davis. Fu educato prima in Europa, poi ad Harvard e Yale.
Servì come segretario militare del padre durante la guerra messicana, dopo la quale diventò un potente piantatore di zucchero.
Entrò in politica nel 1855, anno in cui fu eletto al Senato dello stato della Louisiana.
Allo scoppio della guerra di secessione abbracciò la Confederazione e, quasi senza precedente esperienza militare, prese il comando del 9º Reggimento di Fanteria della Louisiana nel luglio 1861.
Avendo provato di essere un abile comandante in combattimento, fu promosso brigadier generale il 21 ottobre 1861, maggior generale il 28 luglio 1862 e tenente generale con decorrenza dall'8 aprile 1864.
Prestò servizio in Virginia, Mississippi e Louisiana ed è ricordato per la sua vittoria sul maggior generale Nathaniel Banks a Mansfield (Louisiana) e per i suoi successi nella campagna del Red River.
Dopo la guerra scrisse Destruction and Reconstruction ("Distruzione e Ricostruzione", 1879). La memoria fu pubblicata una settimana prima della sua morte, avvenuta a New York, il 12 aprile 1879.